# Estatuto da Liga dos Comunistas da Iugoslávia

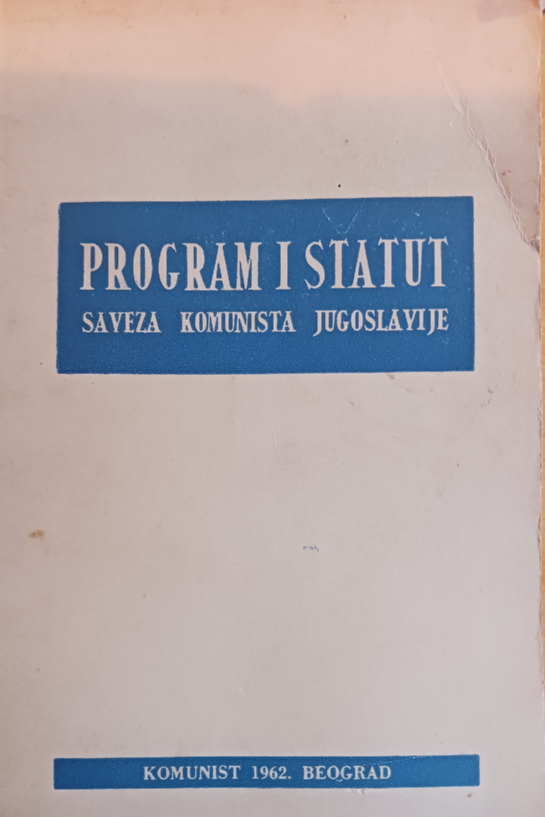
O livreto "Programa e Estatuto da Liga dos Comunistas da Iugoslávia" publicado em 1962.

O Estatuto regulamentou a organização interna da Liga dos Comunistas da Iugoslávia (LCI) e especificou os direitos e deveres de seus órgãos internos. Foi adotado pela primeira vez pelo seu congresso fundador em 20-23 de abril de 1919.  O documento tentou originalmente emular o manual do Partido Comunista da União Soviética, mas começou a desenvolver-se numa direção diferente como resultado da Ruptura Tito–Stalin e das suas repercussões. 
O estatuto declarava explicitamente que a LCI era governada de acordo com o centralismo democrático e que a liga governava em nome da ditadura do proletariado. 